# Magazynowanie

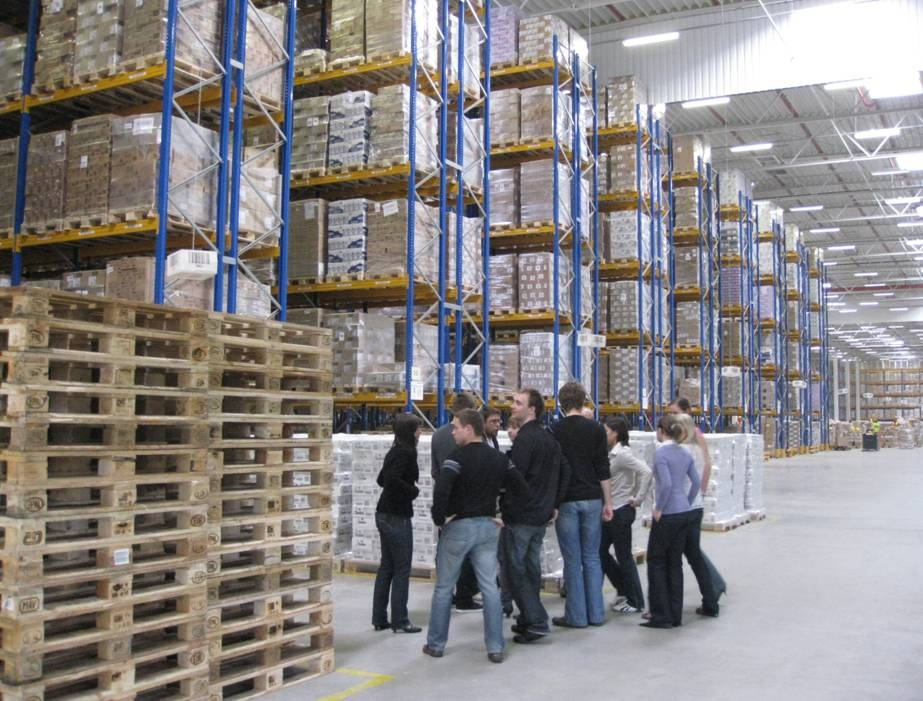
Magazynowanie

Magazynowanie (przechowalnictwo) – czynności związane z czasowym gromadzeniem zapasów dóbr materialnych, ich składowaniem we właściwych warunkach oraz przekazywaniem odbiorcom. Konieczność magazynowania wynika m.in. z faktu, że czas produkcji poszczególnych dóbr nie pokrywa się z czasem ich konsumpcji. Różnice te są łagodzone przez odpowiednie gromadzenie zapasów w odpowiednich magazynach, w których oprócz gromadzenia towarów wykonywane są również inne zadania, jak np. ewidencjonowanie, kompletacja, komisjonowanie asortymentów, paczkowanie, czy też porcjowanie. Jest to działalność, w skład której wchodzą związane z przechowywaniem zapasów zadania ekonomiczne, środki oraz czynności techniczne i organizacyjne.

## Efektywność gospodarki magazynowej
Racjonalne przechowywanie towarów powinno zapewnić uzyskanie najkorzystniejszych wyników przy określonych w danym czasie warunkach i ograniczeniach. W tym celu opracowuje się program magazynowania, jak również projektuje się rozmieszczenie magazynów w sieci dystrybucji i rozplanowanie poszczególnych obiektów. Należy przy tym uwzględnić m.in.: 
- rodzaj przechowywanych towarów, ich właściwości fizyczno-chemiczne
- ilość towarów do przechowywania
- długość okresu składowania
- okres przydatności do wykorzystania materiału
- cel magazynowania i wynikające z tego konieczne czynności magazynowe lub funkcje w obrocie towarowym
- przestrzeganie zasad i warunków przechowywania
- koszty inwestycyjne i eksploatacyjne magazynowania
- stan i wielkość posiadanego lub przewidywanego zaplecza magazynowego
- odległość magazynu od dostawców i odbiorców
- forma własności magazynu (własny, wynajmowany)

Podstawowym kryterium oceny efektywności gospodarki magazynowej są jednostkowe koszty magazynowania (efektywność), na których wysokość wpływają: wykorzystanie powierzchni (pojemności) składowej i urządzeń magazynowych oraz czynności magazynowe (rozładunek, załadunek, rozpakowywanie, paczkowanie).

### Lokalizacja magazynów
Na efektywność gospodarki magazynowej wywiera wpływ także optymalizacja ilości i wielkości magazynów, ich rozplanowanie oraz ich lokalizacja (przestrzenne rozmieszczenie w stosunku do producenta i odbiorcy), którą podzielić można na lokalizację ogólną i szczegółową.
Lokalizacja ogólna może dotyczyć zarówno surowców (dostawców), jak i konsumentów i miejscowości, w której ma znajdować się magazyn:
1. surowce powinny być magazynowane w pobliżu ich produkcji i skupu
2. magazyny wyrobów gotowych należy lokalizować w ośrodkach zapotrzebowania konsumpcyjnego, uwzględniając takie czynniki, jak np. asortyment towarów, gęstość sieci detalicznej i częstotliwość dokonywania zakupów.

Przykładową metodą określania ogólnej lokalizacji jest metoda środka ciężkości.
Lokalizacja szczegółowa oznacza wybór konkretnego miejsca budowy (działki) w wybranej miejscowości. Działka ta winna spełniać następujące warunki decydujące o prawidłowym funkcjonowaniu magazynu:
1. istnienie dróg dojazdowych zapewniających dogodny transport,
2. uzbrojenie terenu (sieć wodociągowo-kanalizacyjna, elektryczna, telefoniczna),
3. możliwość rozmieszczenia budynków w sposób zapewniający swobodny wjazd, dojazd, dostęp do rampy.

## Przechowalnictwo żywności
Przechowalnictwo żywności polega na utrwalaniu albo konserwowaniu żywności zmierzającego do przedłużenia jego trwałości. Realizuje się to za pomocą metod fizycznych, chemicznych, biologicznych, niekonwencjonalnych oraz mieszanych. Problematyką przechowywania żywności zajmuje się technologia żywności.